# Поэтический словарь Квятковского
Поэтический словарь А. П. Квятковского — справочник по теории поэзии. Содержит около 670 терминов из области стихосложения и поэтики стихотворных текстов, информацию о русской литературной и народной поэзии, античной поэтике и риторике, формах и жанрах западноевропейской поэзии, терминологию восточных стиховых культур.
Словарь был издан в 1966 году в издательстве «Советская Энциклопедия» на основе существенно переработанного «Словаря поэтических терминов» того же автора (1940). Научным редактором выступила Ирина Роднянская. Переиздан издательством «Дрофа» в 2000 г. под названием «Школьный поэтический словарь».
Во многом словарь отражает оригинальную теоретическую концепцию автора (особенно в области метрики), которую Д. М. Давыдов характеризует как «конструирование единой утопии, целостного проекта, при возможности опуская мелочи и отдельные несоответствия ради величия целого». Изданный словарь, по воспоминаниям И. Роднянской, вызвал возмущение одного из ведущих российских стиховедов — В. Е. Холшевникова, а М. Л. Гаспаров насчитал в нём около 300 ошибок.